# Слак (Чишминский район)
Слак (баш. Ыҫлаҡ) — деревня в Чишминском районе Республики Башкортостан Российской Федерации. Входит в состав Еремеевского сельсовета.

## География

### Географическое положение
Расстояние до:
- районного центра (Чишмы): 18 км,
- центра сельсовета (Еремеево): 15 км,
- ближайшей ж/д станции (Чишмы): 18 км.

## Население
| 2002 | 2009 | 2010 |
| ---- | ---- | ---- |
| 122  | ↗125 | ↘111 |

### Национальный состав
Согласно переписи 2002 года, преобладающая национальность — татары (88 %).